# Gigantorhynchus lopezneyrai
Gigantorhynchus lopezneyrai är en hakmaskart som beskrevs av Diaz-ungria 1958. Gigantorhynchus lopezneyrai ingår i släktet Gigantorhynchus och familjen Giganthorhynchidae. Inga underarter finns listade i Catalogue of Life.